# Élections législatives de 2017 dans les Hauts-de-Seine
Les élections législatives françaises de 2017 se sont déroulées les 11 et 18 juin 2017. Dans le département des Hauts-de-Seine, treize députés ont été élus dans le cadre de treize circonscriptions, et parmi 212 candidats dont la liste est publiée par le ministère de l'Intérieur.

## Élus
| Circonscription                                 | Député sortant             | Parti | Parti      | Député élu ou réélu   | Parti | Parti |
| ----------------------------------------------- | -------------------------- | ----- | ---------- | --------------------- | ----- | ----- |
| 1re                                             | Alexis Bachelay            |       | PS         | Elsa Faucillon        |       | PCF   |
| 2e                                              | Sébastien Pietrasanta*     |       | PS         | Adrien Taquet         |       | LREM  |
| 3e                                              | Jacques Kossowski*         |       | LR         | Christine Hennion     |       | LREM  |
| 4e                                              | Jacqueline Fraysse*        |       | Ensemble ! | Isabelle Florennes    |       | LREM  |
| 5e                                              | Patrick Balkany*           |       | LR         | Céline Calvez         |       | LREM  |
| 6e                                              | Jean-Christophe Fromantin* |       | TEM        | Constance Le Grip     |       | LR    |
| 7e                                              | Patrick Ollier*            |       | LR         | Jacques Marilossian   |       | LREM  |
| 8e                                              | Jean-Jacques Guillet*      |       | LR         | Jacques Maire         |       | LREM  |
| 9e                                              | Thierry Solère             |       | LR         | Thierry Solère        |       | LR    |
| 10e                                             | André Santini*             |       | UDI        | Gabriel Attal         |       | LREM  |
| 11e                                             | Julie Sommaruga            |       | PS         | Laurianne Rossi       |       | LREM  |
| 12e                                             | Jean-Marc Germain          |       | PS         | Jean-Louis Bourlanges |       | MoDem |
| 13e                                             | Patrick Devedjian*         |       | LR         | Frédérique Dumas      |       | LREM  |
| * député sortant ne se représentant pas en 2017 |                            |       |            |                       |       |       |

## Rappel des résultats départementaux des élections de 2012
| Parti          | Parti                                                | Premier tour | Premier tour | Second tour | Second tour | Sièges |  |
| Parti          | Parti                                                | Voix         | %            | Voix        | %           | Sièges |  |
| -------------- | ---------------------------------------------------- | ------------ | ------------ | ----------- | ----------- | ------ |  |
|                | Union pour un mouvement populaire                    | 154 667      | 28,00        | 193 401     | 37,48       | 5      |  |
|                | Divers droite dont DLR, PCD, CNIP et TEM             | 57 538       | 10,42        | 43 310      | 8,39        | 2      |  |
|                | Nouveau centre                                       | 28 526       | 5,16         | 35 152      | 6,81        | 1      |  |
|                | Parti radical                                        | 5 350        | 0,97         |             |             | 0      |  |
|                | Alliance centriste                                   | 1 992        | 0,36         | 0           |             |        |  |
|                | Droite parlementaire                                 | 248 073      | 44,91        | 271 863     | 52,68       | 8      |  |
|                |                                                      |              |              |             |             |        |  |
|                | Parti socialiste                                     | 136 278      | 24,67        | 176 611     | 34,23       | 4      |  |
|                | Europe Écologie Les Verts                            | 29 932       | 5,42         | 19 486      | 3,78        | 0      |  |
|                | Divers gauche dont MRC                               | 22 656       | 4,10         | 26 633      | 5,16        | 0      |  |
|                | Parti radical de gauche                              | 1 302        | 0,24         |             |             | 0      |  |
|                | Majorité présidentielle                              | 190 168      | 34,43        | 222 730     | 43,16       | 4      |  |
|                |                                                      |              |              |             |             |        |  |
|                | Front de gauche                                      | 49 448       | 8,95         | 21 426      | 4,15        | 1      |  |
|                | Front national                                       | 37 093       | 6,72         |             |             | 0      |  |
|                | Mouvement démocrate                                  | 13 963       | 2,53         | 0           |             |        |  |
|                | Divers dont Pirate, S&P et Sans étiquette            | 5 620        | 1,02         | 0           |             |        |  |
|                | Divers écologiste dont LT-LNÉ, MÉI, AÉI, Cap21 et GÉ | 4 557        | 0,82         | 0           |             |        |  |
|                | Extrême gauche dont LO, NPA et POI                   | 3 464        | 0,63         | 0           |             |        |  |
|                |                                                      |              |              |             |             |        |  |
| Inscrits       | Inscrits                                             | 940 191      | 100,00       | 940 191     | 100,00      | 13     |  |
| Abstentions    | Abstentions                                          | 380 816      | 40,5         | 404 960     | 43,07       |        |  |
| Votants        | Votants                                              | 559 375      | 59,5         | 535 231     | 56,93       |        |  |
| Blancs et nuls | Blancs et nuls                                       | 6 989        | 1,25         | 19 212      | 3,59        |        |  |
| Exprimés       | Exprimés                                             | 552 386      | 98,75        | 516 019     | 96,41       |        |  |

## Résultats

### Résultats à l'échelle du département
|                                                    |                                      |                           |                           |                          |                          |
|                                                    |                                      | Premier tour 11 juin 2017 | Premier tour 11 juin 2017 | Second tour 18 juin 2017 | Second tour 18 juin 2017 |
|                                                    |                                      |                           |                           |                          |                          |
|                                                    |                                      | Nombre                    | % des inscrits            | Nombre                   | % des inscrits           |
| Inscrits                                           | Inscrits                             | 983 045                   | 100,00                    | 983 053                  | 100,00                   |
| Abstentions                                        | Abstentions                          | 448 172                   | 45,59                     | 525 782                  | 53,48                    |
| Votants                                            | Votants                              | 534 873                   | 54,41                     | 457 271                  | 46,52                    |
|                                                    |                                      |                           | % des votants             |                          | % des votants            |
| Bulletins blancs                                   | Bulletins blancs                     | 8 000                     | 1,50                      | 32 366                   | 7,08                     |
| Bulletins nuls                                     | Bulletins nuls                       | 1 296                     | 0,24                      | 5 566                    | 1,22                     |
| Suffrages exprimés                                 | Suffrages exprimés                   | 525 577                   | 98,26                     | 419 339                  | 91,70                    |
|                                                    |                                      |                           |                           |                          |                          |
| Étiquette politique                                | Étiquette politique                  | Voix                      | % des exprimés            | Voix                     | % des exprimés           |
|                                                    |                                      |                           |                           |                          |                          |
|                                                    | La République en marche              | 193 192                   | 36,76                     | 204 651                  | 48,80                    |
|                                                    | Les Républicains                     | 104 341                   | 19,85                     | 140 473                  | 33,50                    |
|                                                    | La France insoumise                  | 37 239                    | 7,09                      |                          |                          |
|                                                    | Divers droite                        | 29 887                    | 5,69                      | 11 379                   | 2,71                     |
|                                                    | Parti socialiste                     | 27 021                    | 5,14                      |                          |                          |
|                                                    | Écologiste                           | 24 345                    | 4,63                      |                          |                          |
|                                                    | Front national                       | 23 723                    | 4,51                      |                          |                          |
|                                                    | Mouvement démocrate                  | 20 978                    | 3,99                      | 23 705                   | 5,65                     |
|                                                    | Parti communiste français            | 17 772                    | 3,38                      | 25 789                   | 6,15                     |
|                                                    | Divers                               | 16 860                    | 3,21                      |                          |                          |
|                                                    | Union des démocrates et indépendants | 12 892                    | 2,45                      | 13 342                   | 3,18                     |
|                                                    | Divers gauche                        | 5 944                     | 1,13                      |                          |                          |
|                                                    | Parti radical de gauche              | 3 770                     | 0,72                      |                          |                          |
|                                                    | Debout la France                     | 3 431                     | 0,65                      |                          |                          |
|                                                    | Extrême gauche                       | 3 278                     | 0,62                      |                          |                          |
|                                                    | Extrême droite                       | 904                       | 0,17                      |                          |                          |
| Source : Ministère de l'Intérieur - Hauts-de-Seine |                                      |                           |                           |                          |                          |

### Résultats par circonscription

#### Première circonscription
Député sortant : Alexis Bachelay (Parti socialiste).
|                                                                                 |                                                                             |                           |                           |                          |                          |
|                                                                                 |                                                                             | Premier tour 11 juin 2017 | Premier tour 11 juin 2017 | Second tour 18 juin 2017 | Second tour 18 juin 2017 |
|                                                                                 |                                                                             |                           |                           |                          |                          |
|                                                                                 |                                                                             | Nombre                    | % des inscrits            | Nombre                   | % des inscrits           |
| Inscrits                                                                        | Inscrits                                                                    | 62 486                    | 100,00                    | 62 486                   | 100,00                   |
| Abstentions                                                                     | Abstentions                                                                 | 38 073                    | 60,93                     | 40 913                   | 65,48                    |
| Votants                                                                         | Votants                                                                     | 24 413                    | 39,07                     | 21 573                   | 34,52                    |
|                                                                                 |                                                                             |                           | % des votants             |                          | % des votants            |
| Bulletins blancs                                                                | Bulletins blancs                                                            | 668                       | 2,74                      | 1 443                    | 6,69                     |
| Bulletins nuls                                                                  | Bulletins nuls                                                              | 123                       | 0,50                      | 278                      | 1,29                     |
| Suffrages exprimés                                                              | Suffrages exprimés                                                          | 23 622                    | 96,76                     | 19 852                   | 92,02                    |
|                                                                                 |                                                                             |                           |                           |                          |                          |
| Candidat Étiquette politique (partis et alliances)                              | Candidat Étiquette politique (partis et alliances)                          | Voix                      | % des exprimés            | Voix                     | % des exprimés           |
|                                                                                 |                                                                             |                           |                           |                          |                          |
|                                                                                 | Isia Khalfi La République en marche                                         | 6 986                     | 29,57                     | 8 897                    | 44,82                    |
|                                                                                 | Elsa Faucillon Parti communiste français                                    | 3 942                     | 16,69                     | 10 955                   | 55,18                    |
|                                                                                 | Nasser Lajili La France insoumise                                           | 3 195                     | 13,53                     |                          |                          |
|                                                                                 | Alexis Bachelay (député sortant) Parti socialiste                           | 2 203                     | 9,33                      |                          |                          |
|                                                                                 | Nadia Frontigny Les Républicains (Union des démocrates et indépendants)     | 2 103                     | 8,90                      |                          |                          |
|                                                                                 | Tommy Anou Front national                                                   | 1 819                     | 7,70                      |                          |                          |
|                                                                                 | Délia Toumi Europe Écologie Les Verts                                       | 502                       | 2,13                      |                          |                          |
|                                                                                 | Abdelmajid Aodella Divers (Union des démocrates musulmans français)         | 487                       | 2,06                      |                          |                          |
|                                                                                 | Nora Djellab Divers droite (Aimer la France)                                | 360                       | 1,52                      |                          |                          |
|                                                                                 | Emmanuelle Wicquart Debout la France                                        | 332                       | 1,41                      |                          |                          |
|                                                                                 | Olivier Bonnefond Divers droite (577-Les Indépendants)                      | 328                       | 1,39                      |                          |                          |
|                                                                                 | Jean-Baptiste Baron Divers (Union populaire républicaine)                   | 292                       | 1,24                      |                          |                          |
|                                                                                 | Michel Breton Lutte ouvrière                                                | 256                       | 1,08                      |                          |                          |
|                                                                                 | Anna Le Gal Écologiste (Confédération pour l'homme, l'animal et la planète) | 207                       | 0,88                      |                          |                          |
|                                                                                 | Emmanuel Pruvost Écologiste (Mouvement écologiste indépendant)              | 141                       | 0,60                      |                          |                          |
|                                                                                 | Hassan Ben M'Barek Divers                                                   | 138                       | 0,58                      |                          |                          |
|                                                                                 | David Pijoan Extrême gauche (Nouveau Parti anticapitaliste)                 | 74                        | 0,31                      |                          |                          |
|                                                                                 | Jacques Arias Écologiste (Mouvement 100 %)                                  | 54                        | 0,23                      |                          |                          |
|                                                                                 | Myriam Bordreuil Divers droite (Parti chrétien-démocrate)                   | 53                        | 0,22                      |                          |                          |
|                                                                                 | Corinne Jan Extrême gauche (Parti ouvrier indépendant démocratique)         | 50                        | 0,21                      |                          |                          |
|                                                                                 | Jean Grimal Extrême gauche (Communistes)                                    | 45                        | 0,19                      |                          |                          |
|                                                                                 | Ahcen Meharga Écologiste (Mouvement 100 %)                                  | 43                        | 0,18                      |                          |                          |
|                                                                                 | Bertille Claux Union des démocrates et indépendants                         | 12                        | 0,05                      |                          |                          |
| Source : Ministère de l'Intérieur - Première circonscription des Hauts-de-Seine |                                                                             |                           |                           |                          |                          |

#### Deuxième circonscription
Député sortant : Sébastien Pietrasanta (Parti socialiste).
|                                                                                 |                                                                              |                           |                           |                          |                          |
|                                                                                 |                                                                              | Premier tour 11 juin 2017 | Premier tour 11 juin 2017 | Second tour 18 juin 2017 | Second tour 18 juin 2017 |
|                                                                                 |                                                                              |                           |                           |                          |                          |
|                                                                                 |                                                                              | Nombre                    | % des inscrits            | Nombre                   | % des inscrits           |
| Inscrits                                                                        | Inscrits                                                                     | 68 008                    | 100,00                    | 68 008                   | 100,00                   |
| Abstentions                                                                     | Abstentions                                                                  | 30 911                    | 45,45                     | 35 721                   | 52,52                    |
| Votants                                                                         | Votants                                                                      | 37 097                    | 54,55                     | 32 287                   | 47,48                    |
|                                                                                 |                                                                              |                           | % des votants             |                          | % des votants            |
| Bulletins blancs                                                                | Bulletins blancs                                                             | 521                       | 1,40                      | 2 227                    | 6,90                     |
| Bulletins nuls                                                                  | Bulletins nuls                                                               | 122                       | 0,33                      | 406                      | 1,26                     |
| Suffrages exprimés                                                              | Suffrages exprimés                                                           | 36 454                    | 98,27                     | 29 654                   | 91,85                    |
|                                                                                 |                                                                              |                           |                           |                          |                          |
| Candidat Étiquette politique (partis et alliances)                              | Candidat Étiquette politique (partis et alliances)                           | Voix                      | % des exprimés            | Voix                     | % des exprimés           |
|                                                                                 |                                                                              |                           |                           |                          |                          |
|                                                                                 | Adrien Taquet La République en marche                                        | 17 136                    | 47,01                     | 18 810                   | 63,43                    |
|                                                                                 | Marie-Do Aeschlimann Les Républicains (Union des démocrates et indépendants) | 8 598                     | 23,59                     | 10 844                   | 36,57                    |
|                                                                                 | Nino Schillaci La France insoumise                                           | 3 181                     | 8,73                      |                          |                          |
|                                                                                 | Chantal Barthélemy-Ruiz Parti socialiste                                     | 2 101                     | 5,76                      |                          |                          |
|                                                                                 | Liliane Pradier Front national                                               | 1 532                     | 4,20                      |                          |                          |
|                                                                                 | Laurent Guillard Europe Écologie Les Verts                                   | 1 435                     | 3,94                      |                          |                          |
|                                                                                 | Pierre Hébert Divers droite                                                  | 430                       | 1,18                      |                          |                          |
|                                                                                 | Julien Richard Écologiste (Union des démocrates et des écologistes)          | 420                       | 1,15                      |                          |                          |
|                                                                                 | Amand Derrien Divers (#MaVoix)                                               | 411                       | 1,13                      |                          |                          |
|                                                                                 | Fabrice Garoyan Debout la France                                             | 406                       | 1,11                      |                          |                          |
|                                                                                 | Hadrien Laurent Parti radical de gauche                                      | 326                       | 0,89                      |                          |                          |
|                                                                                 | Ilhame Bekkouche Divers (Union populaire républicaine)                       | 244                       | 0,67                      |                          |                          |
|                                                                                 | Fabienne Paris Lutte ouvrière                                                | 190                       | 0,52                      |                          |                          |
|                                                                                 | Philippe Ruel-Radigue Divers gauche (Mouvement des progressistes)            | 22                        | 0,06                      |                          |                          |
|                                                                                 | Arame M'Baye Divers droite (La France qui ose)                               | 22                        | 0,06                      |                          |                          |
| Source : Ministère de l'Intérieur - Deuxième circonscription des Hauts-de-Seine |                                                                              |                           |                           |                          |                          |

#### Troisième circonscription
Député sortant : Jacques Kossowski (Les Républicains).
|                                                                                  |                                                                    |                           |                           |                          |                          |
|                                                                                  |                                                                    | Premier tour 11 juin 2017 | Premier tour 11 juin 2017 | Second tour 18 juin 2017 | Second tour 18 juin 2017 |
|                                                                                  |                                                                    |                           |                           |                          |                          |
|                                                                                  |                                                                    | Nombre                    | % des inscrits            | Nombre                   | % des inscrits           |
| Inscrits                                                                         | Inscrits                                                           | 81 072                    | 100,00                    | 81 072                   | 100,00                   |
| Abstentions                                                                      | Abstentions                                                        | 35 997                    | 44,40                     | 42 430                   | 52,34                    |
| Votants                                                                          | Votants                                                            | 45 075                    | 55,60                     | 38 642                   | 47,66                    |
|                                                                                  |                                                                    |                           | % des votants             |                          | % des votants            |
| Bulletins blancs                                                                 | Bulletins blancs                                                   | 939                       | 2,08                      | 2 774                    | 7,18                     |
| Bulletins nuls                                                                   | Bulletins nuls                                                     | 27                        | 0,06                      | 134                      | 0,35                     |
| Suffrages exprimés                                                               | Suffrages exprimés                                                 | 44 109                    | 97,86                     | 35 734                   | 92,47                    |
|                                                                                  |                                                                    |                           |                           |                          |                          |
| Candidat Étiquette politique (partis et alliances)                               | Candidat Étiquette politique (partis et alliances)                 | Voix                      | % des exprimés            | Voix                     | % des exprimés           |
|                                                                                  |                                                                    |                           |                           |                          |                          |
|                                                                                  | Christine Hennion La République en marche                          | 20 552                    | 46,59                     | 20 962                   | 58,66                    |
|                                                                                  | Jean Spiri Les Républicains (Union des démocrates et indépendants) | 11 316                    | 25,65                     | 14 772                   | 41,34                    |
|                                                                                  | Virginie Kenler La France insoumise                                | 3 009                     | 6,82                      |                          |                          |
|                                                                                  | Isabelle Dahan Parti socialiste                                    | 2 162                     | 4,90                      |                          |                          |
|                                                                                  | Floriane Deniau Front national                                     | 1 748                     | 3,96                      |                          |                          |
|                                                                                  | Joëlle Paris Europe Écologie Les Verts                             | 1 494                     | 3,39                      |                          |                          |
|                                                                                  | Grégoire François-Dainville Divers droite (577-Les Indépendants)   | 1 194                     | 2,71                      |                          |                          |
|                                                                                  | Emilia Denoo Divers (Parti animaliste)                             | 589                       | 1,34                      |                          |                          |
|                                                                                  | Richard Mugerin Debout la France                                   | 397                       | 0,90                      |                          |                          |
|                                                                                  | Chloé Courmont Parti communiste français                           | 361                       | 0,82                      |                          |                          |
|                                                                                  | Eugénie Dumont Divers (Union populaire républicaine)               | 323                       | 0,73                      |                          |                          |
|                                                                                  | Patricia Dore Écologiste (Mouvement 100 %)                         | 212                       | 0,48                      |                          |                          |
|                                                                                  | Christophe Bressy Divers                                           | 189                       | 0,43                      |                          |                          |
|                                                                                  | Julien Banchet Divers (Parti pirate)                               | 170                       | 0,39                      |                          |                          |
|                                                                                  | Arnaud Fournet Extrême droite (Civitas)                            | 150                       | 0,34                      |                          |                          |
|                                                                                  | Jean-Marie Parry Lutte ouvrière                                    | 120                       | 0,27                      |                          |                          |
|                                                                                  | Stéphane Gaultier Extrême gauche (Nouveau Parti anticapitaliste)   | 69                        | 0,16                      |                          |                          |
|                                                                                  | Solène Allanic Divers (Allons enfants)                             | 54                        | 0,12                      |                          |                          |
| Source : Ministère de l'Intérieur - Troisième circonscription des Hauts-de-Seine |                                                                    |                           |                           |                          |                          |

#### Quatrième circonscription
Député sortant : Jacqueline Fraysse (Ensemble !).
|                                                                                  | |                           |                           |                          |                          |
|                                                                                  | | Premier tour 11 juin 2017 | Premier tour 11 juin 2017 | Second tour 18 juin 2017 | Second tour 18 juin 2017 |
|                                                                                  | |                           |                           |                          |                          |
|                                                                                  | | Nombre                    | % des inscrits            | Nombre                   | % des inscrits           |
| Inscrits                                                                         | Inscrits                                                                                                  | 76 175                    | 100,00                    | 76 175                   | 100,00                   |
| Abstentions                                                                      | Abstentions                                                                                               | 39 180                    | 51,43                     | 46 390                   | 60,90                    |
| Votants                                                                          | Votants                                                                                                   | 36 995                    | 48,57                     | 29 785                   | 39,10                    |
|                                                                                  | |                           | % des votants             |                          | % des votants            |
| Bulletins blancs                                                                 | Bulletins blancs                                                                                          | 735                       | 1,99                      | 3 087                    | 10,36                    |
| Bulletins nuls                                                                   | Bulletins nuls                                                                                            | 120                       | 0,32                      | 511                      | 1,72                     |
| Suffrages exprimés                                                               | Suffrages exprimés                                                                                        | 36 140                    | 97,69                     | 26 187                   | 87,92                    |
|                                                                                  | |                           |                           |                          |                          |
| Candidat Étiquette politique (partis et alliances)                               | Candidat Étiquette politique (partis et alliances)                                                        | Voix                      | % des exprimés            | Voix                     | % des exprimés           |
|                                                                                  | |                           |                           |                          |                          |
|                                                                                  | Isabelle Florennes La République en marche                                                                | 15 727                    | 43,52                     | 17 616                   | 67,27                    |
|                                                                                  | Camille Bedin Les Républicains (Union des démocrates et indépendants)                                     | 5 106                     | 14,13                     | 8 571                    | 32,73                    |
|                                                                                  | Zahra Boudjemaï Divers gauche (Parti communiste français - Ensemble ! - Mouvement républicain et citoyen) | 4 938                     | 13,66                     |                          |                          |
|                                                                                  | Rossana Morain La France insoumise                                                                        | 3 399                     | 9,41                      |                          |                          |
|                                                                                  | Laurent Salles Front national                                                                             | 2 264                     | 6,26                      |                          |                          |
|                                                                                  | Habiba Bigdade Parti socialiste                                                                           | 1 696                     | 4,69                      |                          |                          |
|                                                                                  | Alexis Martin Europe Écologie Les Verts                                                                   | 1 241                     | 3,43                      |                          |                          |
|                                                                                  | Magalie Gigot Divers (Union populaire républicaine)                                                       | 325                       | 0,90                      |                          |                          |
|                                                                                  | Shahnissar Mahmood Debout la France                                                                       | 288                       | 0,80                      |                          |                          |
|                                                                                  | François Lonc Divers (Parti pirate)                                                                       | 261                       | 0,72                      |                          |                          |
|                                                                                  | Joey Robin Divers (Allons Enfants !)                                                                      | 213                       | 0,59                      |                          |                          |
|                                                                                  | Laurent Strumanne Lutte ouvrière                                                                          | 163                       | 0,45                      |                          |                          |
|                                                                                  | Anne Le Baut Extrême droite (Civitas)                                                                     | 152                       | 0,42                      |                          |                          |
|                                                                                  | Laurent Fantino Divers (Parti du vote blanc)                                                              | 137                       | 0,38                      |                          |                          |
|                                                                                  | Mathilde Eisenberg Extrême gauche (Nouveau Parti anticapitaliste)                                         | 126                       | 0,35                      |                          |                          |
|                                                                                  | Patrick Boukhedimi Extrême gauche (Communistes)                                                           | 50                        | 0,14                      |                          |                          |
|                                                                                  | Antoine Brunet Extrême gauche (Parti ouvrier indépendant démocratique)                                    | 47                        | 0,13                      |                          |                          |
|                                                                                  | Aristide Gauhy Divers                                                                                     | 7                         | 0,02                      |                          |                          |
| Source : Ministère de l'Intérieur - Quatrième circonscription des Hauts-de-Seine | |                           |                           |                          |                          |

#### Cinquième circonscription
Député sortant : Patrick Balkany (Les Républicains).
|                                                                                  |                                                                                          |                           |                           |                          |                          |
|                                                                                  |                                                                                          | Premier tour 11 juin 2017 | Premier tour 11 juin 2017 | Second tour 18 juin 2017 | Second tour 18 juin 2017 |
|                                                                                  |                                                                                          |                           |                           |                          |                          |
|                                                                                  |                                                                                          | Nombre                    | % des inscrits            | Nombre                   | % des inscrits           |
| Inscrits                                                                         | Inscrits                                                                                 | 70 371                    | 100,00                    | 70 370                   | 100,00                   |
| Abstentions                                                                      | Abstentions                                                                              | 32 260                    | 45,84                     | 38 964                   | 55,37                    |
| Votants                                                                          | Votants                                                                                  | 38 111                    | 54,16                     | 31 406                   | 44,63                    |
|                                                                                  |                                                                                          |                           | % des votants             |                          | % des votants            |
| Bulletins blancs                                                                 | Bulletins blancs                                                                         | 373                       | 0,98                      | 2 186                    | 6,96                     |
| Bulletins nuls                                                                   | Bulletins nuls                                                                           | 147                       | 0,39                      | 847                      | 2,70                     |
| Suffrages exprimés                                                               | Suffrages exprimés                                                                       | 37 591                    | 98,64                     | 28 373                   | 90,34                    |
|                                                                                  |                                                                                          |                           |                           |                          |                          |
| Candidat Étiquette politique (partis et alliances)                               | Candidat Étiquette politique (partis et alliances)                                       | Voix                      | % des exprimés            | Voix                     | % des exprimés           |
|                                                                                  |                                                                                          |                           |                           |                          |                          |
|                                                                                  | Céline Calvez La République en marche                                                    | 15 672                    | 41,69                     | 17 736                   | 62,51                    |
|                                                                                  | Arnaud de Courson Les Républicains (Union des démocrates et indépendants)                | 5 518                     | 14,68                     | 10 637                   | 37,49                    |
|                                                                                  | François-Xavier Bieuville Divers droite                                                  | 5 241                     | 13,94                     |                          |                          |
|                                                                                  | Aïssa Terchi La France insoumise                                                         | 3 525                     | 9,38                      |                          |                          |
|                                                                                  | Lies Messatfa Parti socialiste                                                           | 2 552                     | 6,79                      |                          |                          |
|                                                                                  | Geoffroy Rondepierre Front national                                                      | 1 606                     | 4,27                      |                          |                          |
|                                                                                  | Marie-Claude Fournier Europe Écologie Les Verts                                          | 1 156                     | 3,08                      |                          |                          |
|                                                                                  | Hicham Dad Parti communiste français                                                     | 475                       | 1,26                      |                          |                          |
|                                                                                  | Marie-Catherine Dutilloy Écologiste (Confédération pour l'homme, l'animal et la planète) | 455                       | 1,21                      |                          |                          |
|                                                                                  | Mimoun Ziani Divers (Union populaire républicaine)                                       | 328                       | 0,87                      |                          |                          |
|                                                                                  | Jean-Jacques Monjou Divers droite (577-Les Indépendants)                                 | 297                       | 0,79                      |                          |                          |
|                                                                                  | Mireille Lambert Lutte ouvrière                                                          | 216                       | 0,57                      |                          |                          |
|                                                                                  | Franck Beaudoin Divers                                                                   | 143                       | 0,38                      |                          |                          |
|                                                                                  | Xavier Hervo Divers (À nous la démocratie ! - La Relève citoyenne)                       | 142                       | 0,38                      |                          |                          |
|                                                                                  | Michel Tobiano Écologiste (Mouvement 100 %)                                              | 88                        | 0,23                      |                          |                          |
|                                                                                  | Daniel Dutheil Extrême gauche (Parti ouvrier indépendant démocratique)                   | 72                        | 0,19                      |                          |                          |
|                                                                                  | Derradji Zeghlache Écologiste                                                            | 61                        | 0,16                      |                          |                          |
|                                                                                  | Déborah Loemba Divers (Allons enfants)                                                   | 44                        | 0,12                      |                          |                          |
| Source : Ministère de l'Intérieur - Cinquième circonscription des Hauts-de-Seine |                                                                                          |                           |                           |                          |                          |

#### Sixième circonscription
Député sortant : Jean-Christophe Fromantin (Non inscrit).
|                                                                                |                                                                           |                           |                           |                          |                          |
|                                                                                |                                                                           | Premier tour 11 juin 2017 | Premier tour 11 juin 2017 | Second tour 18 juin 2017 | Second tour 18 juin 2017 |
|                                                                                |                                                                           |                           |                           |                          |                          |
|                                                                                |                                                                           | Nombre                    | % des inscrits            | Nombre                   | % des inscrits           |
| Inscrits                                                                       | Inscrits                                                                  | 74 305                    | 100,00                    | 74 305                   | 100,00                   |
| Abstentions                                                                    | Abstentions                                                               | 31 271                    | 42,08                     | 37 066                   | 49,88                    |
| Votants                                                                        | Votants                                                                   | 43 034                    | 57,92                     | 37 239                   | 50,12                    |
|                                                                                |                                                                           |                           | % des votants             |                          | % des votants            |
| Bulletins blancs                                                               | Bulletins blancs                                                          | 531                       | 1,23                      | 2 278                    | 6,12                     |
| Bulletins nuls                                                                 | Bulletins nuls                                                            | 131                       | 0,30                      | 559                      | 1,50                     |
| Suffrages exprimés                                                             | Suffrages exprimés                                                        | 42 372                    | 98,46                     | 34 402                   | 92,38                    |
|                                                                                |                                                                           |                           |                           |                          |                          |
| Candidat Étiquette politique (partis et alliances)                             | Candidat Étiquette politique (partis et alliances)                        | Voix                      | % des exprimés            | Voix                     | % des exprimés           |
|                                                                                |                                                                           |                           |                           |                          |                          |
|                                                                                | Laurent Zameczkowski La République en marche                              | 17 761                    | 41,92                     | 15 890                   | 46,19                    |
|                                                                                | Constance Le Grip Les Républicains (Union des démocrates et indépendants) | 8 968                     | 21,16                     | 18 512                   | 53,81                    |
|                                                                                | Nathalie Etzenbach Divers droite (577-Les Indépendants)                   | 5 540                     | 13,07                     |                          |                          |
|                                                                                | Samuel Florin La France insoumise                                         | 2 103                     | 4,96                      |                          |                          |
|                                                                                | Philippe Karsenty Divers droite (Les Républicains diss.)                  | 1 771                     | 4,18                      |                          |                          |
|                                                                                | Emmanuelle Cuignet Front national                                         | 1 685                     | 3,98                      |                          |                          |
|                                                                                | Marie Brannens Parti socialiste                                           | 1 322                     | 3,12                      |                          |                          |
|                                                                                | Vincent Dubail Europe Écologie Les Verts                                  | 879                       | 2,07                      |                          |                          |
|                                                                                | Sophie Landowski Divers (Parti animaliste)                                | 563                       | 1,33                      |                          |                          |
|                                                                                | Patrick Lagarde Debout la France (Union des démocrates et indépendants)   | 427                       | 1,01                      |                          |                          |
|                                                                                | Michelle Line Écologiste (Mouvement 100 %)                                | 266                       | 0,63                      |                          |                          |
|                                                                                | Zohra Bougherara Parti communiste français                                | 256                       | 0,60                      |                          |                          |
|                                                                                | Jonathan Pauchet Divers (Union populaire républicaine)                    | 220                       | 0,52                      |                          |                          |
|                                                                                | Martine Pincemin Extrême droite (Souveraineté, identité et libertés)      | 193                       | 0,46                      |                          |                          |
|                                                                                | Hugo de Choisy Divers (Allons enfants)                                    | 146                       | 0,34                      |                          |                          |
|                                                                                | Grégoire Chevignard Divers (Parti du vote blanc)                          | 142                       | 0,34                      |                          |                          |
|                                                                                | Françoise Marcel Lutte ouvrière                                           | 130                       | 0,31                      |                          |                          |
| Source : Ministère de l'Intérieur - Sixième circonscription des Hauts-de-Seine |                                                                           |                           |                           |                          |                          |

#### Septième circonscription
Député sortant : Patrick Ollier (Les Républicains).
|                                                                                 |                                                                       |                           |                           |                          |                          |
|                                                                                 |                                                                       | Premier tour 11 juin 2017 | Premier tour 11 juin 2017 | Second tour 18 juin 2017 | Second tour 18 juin 2017 |
|                                                                                 |                                                                       |                           |                           |                          |                          |
|                                                                                 |                                                                       | Nombre                    | % des inscrits            | Nombre                   | % des inscrits           |
| Inscrits                                                                        | Inscrits                                                              | 86 685                    | 100,00                    | 86 690                   | 100,00                   |
| Abstentions                                                                     | Abstentions                                                           | 37 339                    | 43,07                     | 43 753                   | 50,47                    |
| Votants                                                                         | Votants                                                               | 49 346                    | 56,93                     | 42 937                   | 49,53                    |
|                                                                                 |                                                                       |                           | % des votants             |                          | % des votants            |
| Bulletins blancs                                                                | Bulletins blancs                                                      | 462                       | 0,94                      | 1 858                    | 4,33                     |
| Bulletins nuls                                                                  | Bulletins nuls                                                        | 132                       | 0,27                      | 443                      | 1,03                     |
| Suffrages exprimés                                                              | Suffrages exprimés                                                    | 48 752                    | 98,80                     | 40 636                   | 94,64                    |
|                                                                                 |                                                                       |                           |                           |                          |                          |
| Candidat Étiquette politique (partis et alliances)                              | Candidat Étiquette politique (partis et alliances)                    | Voix                      | % des exprimés            | Voix                     | % des exprimés           |
|                                                                                 |                                                                       |                           |                           |                          |                          |
|                                                                                 | Jacques Marilossian La République en marche                           | 23 635                    | 48,48                     | 23 492                   | 57,81                    |
|                                                                                 | Éric Berdoati Les Républicains (Union des démocrates et indépendants) | 13 606                    | 27,91                     | 17 144                   | 42,19                    |
|                                                                                 | Olfa Mzoughi La France insoumise                                      | 2 636                     | 5,41                      |                          |                          |
|                                                                                 | Vincent Poizat Europe Écologie Les Verts (Parti socialiste)           | 2 428                     | 4,98                      |                          |                          |
|                                                                                 | Lucia Laporte Front national                                          | 2 116                     | 4,34                      |                          |                          |
|                                                                                 | Pierre Cazeneuve Divers (Allons enfants)                              | 1 207                     | 2,48                      |                          |                          |
|                                                                                 | Grégory Berthault Écologiste (Mouvement 100 %)                        | 720                       | 1,48                      |                          |                          |
|                                                                                 | Sophie Souchère Debout la France                                      | 613                       | 1,26                      |                          |                          |
|                                                                                 | Maryline Nguyen Parti communiste français                             | 560                       | 1,15                      |                          |                          |
|                                                                                 | Jérôme Guery Extrême droite (Souveraineté, identité et libertés)      | 409                       | 0,84                      |                          |                          |
|                                                                                 | Jérôme Lecart Divers (Union populaire républicaine)                   | 405                       | 0,83                      |                          |                          |
|                                                                                 | Noureddine Hannouf Divers droite                                      | 245                       | 0,50                      |                          |                          |
|                                                                                 | Cécile Abad Lutte ouvrière                                            | 172                       | 0,35                      |                          |                          |
| Source : Ministère de l'Intérieur - Septième circonscription des Hauts-de-Seine |                                                                       |                           |                           |                          |                          |

#### Huitième circonscription
Député sortant : Jean-Jacques Guillet (Les Républicains).
|                                                                                 |                                                                                       |                           |                           |                          |                          |
|                                                                                 |                                                                                       | Premier tour 11 juin 2017 | Premier tour 11 juin 2017 | Second tour 18 juin 2017 | Second tour 18 juin 2017 |
|                                                                                 |                                                                                       |                           |                           |                          |                          |
|                                                                                 |                                                                                       | Nombre                    | % des inscrits            | Nombre                   | % des inscrits           |
| Inscrits                                                                        | Inscrits                                                                              | 68 749                    | 100,00                    | 68 751                   | 100,00                   |
| Abstentions                                                                     | Abstentions                                                                           | 28 569                    | 41,56                     | 34 868                   | 50,72                    |
| Votants                                                                         | Votants                                                                               | 40 180                    | 58,44                     | 33 883                   | 49,28                    |
|                                                                                 |                                                                                       |                           | % des votants             |                          | % des votants            |
| Bulletins blancs                                                                | Bulletins blancs                                                                      | 441                       | 1,10                      | 2 233                    | 6,59                     |
| Bulletins nuls                                                                  | Bulletins nuls                                                                        | 65                        | 0,16                      | 309                      | 0,91                     |
| Suffrages exprimés                                                              | Suffrages exprimés                                                                    | 39 674                    | 98,74                     | 31 341                   | 92,50                    |
|                                                                                 |                                                                                       |                           |                           |                          |                          |
| Candidat Étiquette politique (partis et alliances)                              | Candidat Étiquette politique (partis et alliances)                                    | Voix                      | % des exprimés            | Voix                     | % des exprimés           |
|                                                                                 |                                                                                       |                           |                           |                          |                          |
|                                                                                 | Jacques Maire La République en marche                                                 | 19 055                    | 48,03                     | 19 126                   | 61,03                    |
|                                                                                 | Gilles Boyer Les Républicains (Union des démocrates et indépendants)                  | 9 066                     | 22,85                     | 12 215                   | 38,97                    |
|                                                                                 | Nelly Pasquelin La France insoumise (Ensemble !, Parti communiste français)           | 3 156                     | 7,95                      |                          |                          |
|                                                                                 | Renaud Dubois Europe Écologie Les Verts                                               | 2 010                     | 5,07                      |                          |                          |
|                                                                                 | Marc Thomas Front national                                                            | 1 818                     | 4,58                      |                          |                          |
|                                                                                 | Françoise Roure Parti radical de gauche (Parti socialiste)                            | 1 300                     | 3,28                      |                          |                          |
|                                                                                 | Stéphane de Saint-Albin Divers droite (577-Les Indépendants)                          | 787                       | 1,98                      |                          |                          |
|                                                                                 | Robin Eppling Divers (Allons enfants)                                                 | 678                       | 1,71                      |                          |                          |
|                                                                                 | Romain Chetaille Divers droite                                                        | 641                       | 1,62                      |                          |                          |
|                                                                                 | Alexandre Machillot Divers (Union populaire républicaine)                             | 356                       | 0,90                      |                          |                          |
|                                                                                 | Sandra Merouchi Divers (Parti antispéciste citoyen pour la transparence et l’éthique) | 273                       | 0,69                      |                          |                          |
|                                                                                 | Philippe Hénique Lutte ouvrière                                                       | 230                       | 0,58                      |                          |                          |
|                                                                                 | Frédéric Schneider Divers (Parti pirate)                                              | 170                       | 0,43                      |                          |                          |
|                                                                                 | Christophe Paillard Divers droite (Alliance royale)                                   | 134                       | 0,34                      |                          |                          |
| Source : Ministère de l'Intérieur - Huitième circonscription des Hauts-de-Seine |                                                                                       |                           |                           |                          |                          |

#### Neuvième circonscription
Député sortant : Thierry Solère (Les Républicains).
|                                                                                 | |                           |                           |                          |                          |
|                                                                                 | | Premier tour 11 juin 2017 | Premier tour 11 juin 2017 | Second tour 18 juin 2017 | Second tour 18 juin 2017 |
|                                                                                 | |                           |                           |                          |                          |
|                                                                                 | | Nombre                    | % des inscrits            | Nombre                   | % des inscrits           |
| Inscrits                                                                        | Inscrits                                                                                              | 64 984                    | 100,00                    | 64 985                   | 100,00                   |
| Abstentions                                                                     | Abstentions                                                                                           | 30 321                    | 46,66                     | 36 143                   | 55,62                    |
| Votants                                                                         | Votants                                                                                               | 34 663                    | 53,34                     | 28 842                   | 44,38                    |
|                                                                                 | |                           | % des votants             |                          | % des votants            |
| Bulletins blancs                                                                | Bulletins blancs                                                                                      | 987                       | 2,85                      | 2 663                    | 9,23                     |
| Bulletins nuls                                                                  | Bulletins nuls                                                                                        | 0                         | 0,00                      | 0                        | 0,00                     |
| Suffrages exprimés                                                              | Suffrages exprimés                                                                                    | 33 676                    | 97,15                     | 26 179                   | 90,77                    |
|                                                                                 | |                           |                           |                          |                          |
| Candidat Étiquette politique (partis et alliances)                              | Candidat Étiquette politique (partis et alliances)                                                    | Voix                      | % des exprimés            | Voix                     | % des exprimés           |
|                                                                                 | |                           |                           |                          |                          |
|                                                                                 | Thierry Solère (député sortant) Les Républicains (Union des démocrates et indépendants)               | 14 346                    | 42,60                     | 14 800                   | 56,53                    |
|                                                                                 | Marie-Laure Godin Divers droite (Les Républicains diss.)                                              | 10 568                    | 31,38                     | 11 379                   | 43,47                    |
|                                                                                 | Fabienne Gambiez Parti radical de gauche (Union des démocrates et des écologistes - Parti socialiste) | 2 144                     | 6,37                      |                          |                          |
|                                                                                 | Aminata Niakaté Europe Écologie Les Verts                                                             | 1 687                     | 5,01                      |                          |                          |
|                                                                                 | Nina Smarandi Front national                                                                          | 1 081                     | 3,21                      |                          |                          |
|                                                                                 | Isabelle Goïtia Parti communiste français                                                             | 856                       | 2,54                      |                          |                          |
|                                                                                 | Claire de Thézy Divers droite (Parti chrétien-démocrate)                                              | 657                       | 1,95                      |                          |                          |
|                                                                                 | Eliott Nouaille Divers gauche (Nouvelle Donne)                                                        | 619                       | 1,84                      |                          |                          |
|                                                                                 | Talia Delahaye Divers (Parti animaliste)                                                              | 618                       | 1,84                      |                          |                          |
|                                                                                 | Bruno Ricard Écologiste (Mouvement 100 %)                                                             | 479                       | 1,42                      |                          |                          |
|                                                                                 | Olivier Fouqueray Divers (Union populaire républicaine)                                               | 231                       | 0,69                      |                          |                          |
|                                                                                 | Charles Ramaré Divers (Allons enfants)                                                                | 205                       | 0,61                      |                          |                          |
|                                                                                 | Délissia Soustiel Lutte ouvrière                                                                      | 185                       | 0,55                      |                          |                          |
| Source : Ministère de l'Intérieur - Neuvième circonscription des Hauts-de-Seine | |                           |                           |                          |                          |

#### Dixième circonscription
Député sortant : André Santini (Union des démocrates et indépendants).
|                                                                                |                                                                      |                           |                           |                          |                          |
|                                                                                |                                                                      | Premier tour 11 juin 2017 | Premier tour 11 juin 2017 | Second tour 18 juin 2017 | Second tour 18 juin 2017 |
|                                                                                |                                                                      |                           |                           |                          |                          |
|                                                                                |                                                                      | Nombre                    | % des inscrits            | Nombre                   | % des inscrits           |
| Inscrits                                                                       | Inscrits                                                             | 78 973                    | 100,00                    | 78 974                   | 100,00                   |
| Abstentions                                                                    | Abstentions                                                          | 33 742                    | 42,73                     | 40 926                   | 51,82                    |
| Votants                                                                        | Votants                                                              | 45 231                    | 57,27                     | 38 048                   | 48,18                    |
|                                                                                |                                                                      |                           | % des votants             |                          | % des votants            |
| Bulletins blancs                                                               | Bulletins blancs                                                     | 738                       | 1,63                      | 3 600                    | 9,46                     |
| Bulletins nuls                                                                 | Bulletins nuls                                                       | 56                        | 0,12                      | 288                      | 0,76                     |
| Suffrages exprimés                                                             | Suffrages exprimés                                                   | 44 437                    | 98,24                     | 34 160                   | 89,78                    |
|                                                                                |                                                                      |                           |                           |                          |                          |
| Candidat Étiquette politique (partis et alliances)                             | Candidat Étiquette politique (partis et alliances)                   | Voix                      | % des exprimés            | Voix                     | % des exprimés           |
|                                                                                |                                                                      |                           |                           |                          |                          |
|                                                                                | Gabriel Attal La République en marche                                | 19 572                    | 44,04                     | 20 818                   | 60,94                    |
|                                                                                | Jeremy Coste Union des démocrates et indépendants (Les Républicains) | 9 144                     | 20,58                     | 13 342                   | 39,06                    |
|                                                                                | Gérald Dahan La France insoumise                                     | 3 694                     | 8,31                      |                          |                          |
|                                                                                | Bertrand Soubelet Divers                                             | 2 743                     | 6,17                      |                          |                          |
|                                                                                | Thomas Puijalon Parti socialiste                                     | 2 399                     | 5,40                      |                          |                          |
|                                                                                | Pauline Couvent Europe Écologie Les Verts                            | 2 278                     | 5,13                      |                          |                          |
|                                                                                | Anne-Laure Maleyre Front national                                    | 1 556                     | 3,50                      |                          |                          |
|                                                                                | Boris Amoroz Parti communiste français                               | 568                       | 1,28                      |                          |                          |
|                                                                                | Marie-Thérèse Drelon Divers (Parti animaliste)                       | 529                       | 1,19                      |                          |                          |
|                                                                                | Anne-Violaine Vignon Divers droite (Parti chrétien-démocrate)        | 440                       | 0,99                      |                          |                          |
|                                                                                | Nicolas Moreau Divers gauche (Nouvelle Donne)                        | 365                       | 0,82                      |                          |                          |
|                                                                                | Philippine Cour Debout la France                                     | 336                       | 0,76                      |                          |                          |
|                                                                                | Stéphane Cros Divers (Union populaire républicaine)                  | 279                       | 0,63                      |                          |                          |
|                                                                                | Laurence Viguié Lutte ouvrière                                       | 179                       | 0,40                      |                          |                          |
|                                                                                | Messaoud Zazoun Divers (Allons enfants)                              | 154                       | 0,35                      |                          |                          |
|                                                                                | Laurence Lecocq Divers (Parti du vote blanc)                         | 148                       | 0,33                      |                          |                          |
|                                                                                | Michel Fossaert Écologiste (Mouvement 100 %)                         | 53                        | 0,12                      |                          |                          |
| Source : Ministère de l'Intérieur - Dixième circonscription des Hauts-de-Seine |                                                                      |                           |                           |                          |                          |

#### Onzième circonscription
Député sortant : Julie Sommaruga (Parti socialiste).
|                                                                                |                                                                                              |                           |                           |                          |                          |
|                                                                                |                                                                                              | Premier tour 11 juin 2017 | Premier tour 11 juin 2017 | Second tour 18 juin 2017 | Second tour 18 juin 2017 |
|                                                                                |                                                                                              |                           |                           |                          |                          |
|                                                                                |                                                                                              | Nombre                    | % des inscrits            | Nombre                   | % des inscrits           |
| Inscrits                                                                       | Inscrits                                                                                     | 69 273                    | 100,00                    | 69 273                   | 100,00                   |
| Abstentions                                                                    | Abstentions                                                                                  | 32 643                    | 47,12                     | 36 273                   | 52,36                    |
| Votants                                                                        | Votants                                                                                      | 36 630                    | 52,88                     | 33 000                   | 47,64                    |
|                                                                                |                                                                                              |                           | % des votants             |                          | % des votants            |
| Bulletins blancs                                                               | Bulletins blancs                                                                             | 319                       | 0,87                      | 1 327                    | 4,02                     |
| Bulletins nuls                                                                 | Bulletins nuls                                                                               | 156                       | 0,43                      | 552                      | 1,67                     |
| Suffrages exprimés                                                             | Suffrages exprimés                                                                           | 36 155                    | 98,70                     | 31 121                   | 94,31                    |
|                                                                                |                                                                                              |                           |                           |                          |                          |
| Candidat Étiquette politique (partis et alliances)                             | Candidat Étiquette politique (partis et alliances)                                           | Voix                      | % des exprimés            | Voix                     | % des exprimés           |
|                                                                                |                                                                                              |                           |                           |                          |                          |
|                                                                                | Laurianne Rossi La République en marche                                                      | 13 895                    | 38,43                     | 16 287                   | 52,33                    |
|                                                                                | Yasmine Boudjenah Parti communiste français (La France insoumise)                            | 7 957                     | 22,01                     | 14 834                   | 47,67                    |
|                                                                                | Julie Sommaruga (députée sortante) Parti socialiste                                          | 5 237                     | 14,48                     |                          |                          |
|                                                                                | Philippe Parain Union des démocrates et indépendants (Les Républicains)                      | 3 736                     | 10,33                     |                          |                          |
|                                                                                | Julia Carrasco Front national                                                                | 2 051                     | 5,67                      |                          |                          |
|                                                                                | Carmelina de Pablo Europe Écologie Les Verts                                                 | 1 284                     | 3,55                      |                          |                          |
|                                                                                | Sandra Guyomard Divers (Parti animaliste)                                                    | 566                       | 1,57                      |                          |                          |
|                                                                                | François Lemétais Divers (Union populaire républicaine)                                      | 344                       | 0,95                      |                          |                          |
|                                                                                | Agathe Martin Lutte ouvrière                                                                 | 259                       | 0,72                      |                          |                          |
|                                                                                | Said Oujibou Divers droite (Parti chrétien-démocrate)                                        | 220                       | 0,61                      |                          |                          |
|                                                                                | Lionel Cudennec Divers (Parti du vote blanc)                                                 | 185                       | 0,51                      |                          |                          |
|                                                                                | Wilfried Serre Divers droite (Résistons)                                                     | 133                       | 0,37                      |                          |                          |
|                                                                                | Dominique Teixeira Extrême gauche (Parti ouvrier indépendant démocratique)                   | 114                       | 0,32                      |                          |                          |
|                                                                                | Stéphane Tauthui Divers droite                                                               | 97                        | 0,27                      |                          |                          |
|                                                                                | Aze-Dine El-Bouzaïdi Cheikhi Écologiste (Mouvement 100 % - Alliance écologiste indépendante) | 73                        | 0,20                      |                          |                          |
|                                                                                | Pascal Ramonet Divers (Parti pirate)                                                         | 4                         | 0,01                      |                          |                          |
| Source : Ministère de l'Intérieur - Onzième circonscription des Hauts-de-Seine |                                                                                              |                           |                           |                          |                          |

#### Douzième circonscription
Député sortant : Jean-Marc Germain (Parti socialiste).
|                                                                                 |                                                                               |                           |                           |                          |                          |
|                                                                                 |                                                                               | Premier tour 11 juin 2017 | Premier tour 11 juin 2017 | Second tour 18 juin 2017 | Second tour 18 juin 2017 |
|                                                                                 |                                                                               |                           |                           |                          |                          |
|                                                                                 |                                                                               | Nombre                    | % des inscrits            | Nombre                   | % des inscrits           |
| Inscrits                                                                        | Inscrits                                                                      | 92 856                    | 100,00                    | 92 856                   | 100,00                   |
| Abstentions                                                                     | Abstentions                                                                   | 40 733                    | 43,87                     | 48 046                   | 51,74                    |
| Votants                                                                         | Votants                                                                       | 52 123                    | 56,13                     | 44 810                   | 48,26                    |
|                                                                                 |                                                                               |                           | % des votants             |                          | % des votants            |
| Bulletins blancs                                                                | Bulletins blancs                                                              | 475                       | 0,91                      | 2 925                    | 6,53                     |
| Bulletins nuls                                                                  | Bulletins nuls                                                                | 172                       | 0,33                      | 959                      | 2,14                     |
| Suffrages exprimés                                                              | Suffrages exprimés                                                            | 51 476                    | 98,76                     | 40 926                   | 91,33                    |
|                                                                                 |                                                                               |                           |                           |                          |                          |
| Candidat Étiquette politique (partis et alliances)                              | Candidat Étiquette politique (partis et alliances)                            | Voix                      | % des exprimés            | Voix                     | % des exprimés           |
|                                                                                 |                                                                               |                           |                           |                          |                          |
|                                                                                 | Jean-Louis Bourlanges Mouvement démocrate (La République en marche)           | 20 978                    | 40,75                     | 23 705                   | 57,92                    |
|                                                                                 | Philippe Pemezec Les Républicains                                             | 13 050                    | 25,35                     | 17 221                   | 42,08                    |
|                                                                                 | Madeleine Bahloul La France insoumise                                         | 4 893                     | 9,51                      |                          |                          |
|                                                                                 | Jean-Marc Germain (député sortant) Parti socialiste                           | 4 758                     | 9,24                      |                          |                          |
|                                                                                 | Damien Yvenat Front national                                                  | 2 295                     | 4,46                      |                          |                          |
|                                                                                 | Théo Garcia-Badin Europe Écologie Les Verts                                   | 1 834                     | 3,56                      |                          |                          |
|                                                                                 | Christophe Leroy Parti communiste français                                    | 746                       | 1,45                      |                          |                          |
|                                                                                 | Guillaume Prevel Divers (Parti animaliste)                                    | 716                       | 1,39                      |                          |                          |
|                                                                                 | Emmanuelle Séjourné Debout la France                                          | 632                       | 1,23                      |                          |                          |
|                                                                                 | Damien Texier Écologiste (Mouvement 100 % - Alliance écologiste indépendante) | 408                       | 0,79                      |                          |                          |
|                                                                                 | Florence Ascouet Divers (Union populaire républicaine)                        | 385                       | 0,75                      |                          |                          |
|                                                                                 | Julien Cantat Divers (Parti du vote blanc)                                    | 292                       | 0,57                      |                          |                          |
|                                                                                 | Yann Bernard Lutte ouvrière                                                   | 198                       | 0,38                      |                          |                          |
|                                                                                 | Clarisse Buchot Divers (Allons enfants)                                       | 97                        | 0,19                      |                          |                          |
|                                                                                 | Makhtar Camara Divers droite (La France qui ose)                              | 82                        | 0,16                      |                          |                          |
|                                                                                 | Alexandre Reja-Bret Divers                                                    | 57                        | 0,11                      |                          |                          |
|                                                                                 | Mathieu Perdriault Divers (À nous la démocratie)                              | 55                        | 0,11                      |                          |                          |
| Source : Ministère de l'Intérieur - Douzième circonscription des Hauts-de-Seine |                                                                               |                           |                           |                          |                          |

#### Treizième circonscription
Député sortant : Patrick Devedjian (Les Républicains).
|                                                                                  |                                                                               |                           |                           |                          |                          |
|                                                                                  |                                                                               | Premier tour 11 juin 2017 | Premier tour 11 juin 2017 | Second tour 18 juin 2017 | Second tour 18 juin 2017 |
|                                                                                  |                                                                               |                           |                           |                          |                          |
|                                                                                  |                                                                               | Nombre                    | % des inscrits            | Nombre                   | % des inscrits           |
| Inscrits                                                                         | Inscrits                                                                      | 89 108                    | 100,00                    | 89 108                   | 100,00                   |
| Abstentions                                                                      | Abstentions                                                                   | 37 133                    | 41,67                     | 44 289                   | 49,70                    |
| Votants                                                                          | Votants                                                                       | 51 975                    | 58,33                     | 44 819                   | 50,30                    |
|                                                                                  |                                                                               |                           | % des votants             |                          | % des votants            |
| Bulletins blancs                                                                 | Bulletins blancs                                                              | 811                       | 1,56                      | 3 765                    | 8,40                     |
| Bulletins nuls                                                                   | Bulletins nuls                                                                | 45                        | 0,09                      | 280                      | 0,62                     |
| Suffrages exprimés                                                               | Suffrages exprimés                                                            | 51 119                    | 98,35                     | 40 774                   | 90,97                    |
|                                                                                  |                                                                               |                           |                           |                          |                          |
| Candidat Étiquette politique (partis et alliances)                               | Candidat Étiquette politique (partis et alliances)                            | Voix                      | % des exprimés            | Voix                     | % des exprimés           |
|                                                                                  |                                                                               |                           |                           |                          |                          |
|                                                                                  | Frédérique Dumas La République en marche                                      | 23 201                    | 45,39                     | 25 017                   | 61,36                    |
|                                                                                  | Georges Siffredi Les Républicains (Union des démocrates et indépendants)      | 12 664                    | 24,77                     | 15 757                   | 38,64                    |
|                                                                                  | Nicolas Lasgi La France insoumise                                             | 4 448                     | 8,70                      |                          |                          |
|                                                                                  | Benjamin Lanier Parti socialiste                                              | 2 591                     | 5,07                      |                          |                          |
|                                                                                  | Denis Delrieu Europe Écologie Les Verts                                       | 2 437                     | 4,77                      |                          |                          |
|                                                                                  | Agnès Laffite Front national                                                  | 2 152                     | 4,21                      |                          |                          |
|                                                                                  | Monique Pinçon-Charlot Parti communiste français                              | 2 051                     | 4,01                      |                          |                          |
|                                                                                  | Cédric Nicolas Divers droite (Parti chrétien-démocrate)                       | 647                       | 1,27                      |                          |                          |
|                                                                                  | Jérôme Yanez Divers (Union populaire républicaine)                            | 361                       | 0,71                      |                          |                          |
|                                                                                  | Franck Rollot Lutte ouvrière                                                  | 218                       | 0,43                      |                          |                          |
|                                                                                  | Laurent Farcy-Briant Divers                                                   | 171                       | 0,33                      |                          |                          |
|                                                                                  | Maurice Cukierman Extrême gauche (Parti communiste révolutionnaire de France) | 115                       | 0,22                      |                          |                          |
|                                                                                  | Tristan Achache Divers (Allons enfants)                                       | 63                        | 0,12                      |                          |                          |
| Source : Ministère de l'Intérieur - Treizième circonscription des Hauts-de-Seine |                                                                               |                           |                           |                          |                          |